# 33 Piscium
33 Piscium (33 Psc) es una estrella binaria en la constelación de Piscis de magnitud aparente +4,61 que se encuentra a 128 años luz del sistema solar.

## Características del sistema
La componente principal de 33 Piscium es una gigante naranja de tipo espectral K0IIIb.
Tiene una temperatura efectiva de 4750 K y es 24 veces más luminosa que el Sol.
Su diámetro angular, una vez considerado el oscurecimiento de limbo, es de 1,73 ± 0,02 milisegundos de arco, lo que permite evaluar su diámetro real; éste, pese a ser 7 veces más grande que el del Sol, no es grande para una gigante de sus características.
Gira sobre sí misma con una velocidad de rotación proyectada de 1,9 km/s y tiene una masa de 1,7 ± 0,4 masas solares.
Presenta una metalicidad —abundancia relativa de elementos más pesados que el helio— algo menor que la solar ([Fe/H] = -0,09).
Otros elementos como sodio, silicio, calcio y cromo presentan unos niveles similares a los solares, mientras que el vanadio es algo más abundante que en nuestra estrella.
De la estrella secundaria sólo se conoce su masa, igual a 0,76 ± 0,11 masas solares.
El período orbital del sistema es de 72,93 días y la excentricidad de la órbita es ε = 0,27.
Esta binaria no ha podido ser resuelta mediante interferometría de moteado.

## Variabilidad
33 Piscium es una variable RS Canum Venaticorum cuyo brillo varía 0,08 magnitudes, recibiendo la denominación, en cuanto a variable, de BC Piscium.
Tiene la actividad magnética conocida más baja entre esta clase de variables; el Observatorio Einstein de rayos X estudió su flujo superficial (< 5x103 ergcm−2s−1), siendo éste inferior en dos órdenes de magnitud a los flujos superficiales observados en los sistemas RS Canum Venaticorum de largo período con menor actividad.